# Tin Machine II
Tin Machine II é o segundo e último álbum de estúdio do Tin Machine, lançado originalmente pela Victory Music em 1991. Em 1992, foi lançado o álbum ao vivo Tin Machine Live: Oy Vey, Baby, e então o grupo se desfez.

## Gravação
A banda voltou a se reunir após sua turnê de 1989, gravando a maior parte do álbum em Sydney. O grupo tocou um show de improviso num pequeno local em Sydney em 2 de novembro de 1989 - o que levou a uma repreensão da união local de músicos - antes de descansar, enquanto David Bowie conduzia sua turnê solo Sound+Vision Tour e filmava The Linguini Incident.
Ao descrever o álbum, Reeves Gabrels disse: "este álbum é tão agressivo quanto o primeiro, mas as faixas são mais melódicas. Da última vez, estávamos gritando para o mundo. Dessa vez, acho, todas as faixas são de amor, de uma forma estranha." Reeves brincou que seu estilo era algo que seus amigos chamavam de "cromatismo modal, que é 'qualquer nota que você queira, desde que termine numa nota certa.'"

Mais tarde, Gabrels afirmou que, na época, ele estava muito ligado ao álbum Pretty Hate Machine, do Nine Inch Nails, e estava procurando um aspecto industrial para seu próprio trabalho no álbum. No fim das contas (após gravar faixa pós faixa de barulho de guitarra), ele encontrou um "pedaço de barulho de guitarra" de que gostou e o usou na faixa "Shopping for the Girls", uma canção sobre prostituição infantil na Tailândia. Sobre a faixa, Bowie disse:
Essa canção, na verdade, veio de um artigo de uma revista investigativa que a mulher de Reeves escreveu sobre prostituição infantil ao redor do mundo. E um dos lugares para os quais ela foi é a Tailândia. Reeves teve o desagradável trabalho de contratar as crianças e depois tirá-las do bordel e levá-las a Sara, que poderia, então, entrevistá-las. Estávamos falando sobre essas experiências, uma noite. E eu já estive na Tailândia e testemunhei o mesmo tipo de coisa. A verdadeira abordagem de como escrever a canção foi bem assoladora. Porque era muito fácil deslizar para o sensacionalismo. Eu tentei todas as formas de abordagem... o ponto de vista moral... e eu acabei criando uma narrativa linear. Isso parece fazer a canção mais forte do que em qualquer outra abordagem.
"If There Is Something" (uma canção do Roxy Music) foi originalmente gravada durante as sessões para o primeiro álbum, mas não ficou satisfatória, e então foi guardada até o segundo disco.

A faixa "Goodbye Mr. Ed" começou como uma jam que a banda usou para afinar, um dia. Tony Hunt se lembrou: "Tínhamos voltado do almoço e David tinha escrito várias letras para a jam, e então ele pôs os vocais com a melodia, mais tarde." Bowie descreveu o significado da canção desta forma:
[A canção] é basicamente versos justapostos que não se encaixavam, associação livre sobre a ideia de 'adeus, América dos anos 50.' New York um dia pertenceu a Manahattos - uma tribo que tinha um pedaço de terra antes deste se tornar Manhattan. Essa foi a primeira imagem real, sólida que tive... Pensei, 'É disso que a canção fala.'
O grupo assinou com a Victory Music e adicionou mais três faixas em Los Angeles, com Hugh Padgham (produtor de Tonight, álbum de Bowie de 1984) supervisionando a canção "One Shot". O álbum foi lançado em setembro de 1991. Hunt Sales ocupa os vocais principais em duas canções: "Stateside" e "Sorry".
A canção "Betty Wrong" aparece no filme The Crossing (1990).

## Censura da capa do álbum
Para a edição americana do álbum, a capa foi retocada para remover as genitálias das estátuas kouros. "Até o Canadá tem a capa original," Bowie disse, "Só nos Estados Unidos..." Bowie pensou na ideia de permitir que os consumidores estadunidenses pedissem à gravadora as genitálias que foram retiradas da capa, mas o selo se recusou. Ele disse: "então [os fãs] poderiam colá-las de volta na capa. Mas o selo ficou louco com a ideia. Mandar genitálias pelo correio é uma ofensa séria."

## Lançamento e recepção
Menos bem-sucedido que o álbum de estreia da banda, Tin Machine II alcançou o número 23 no Reino Unido e 126 nos EUA. O disco recebeu críticas majoritariamente negativas na época do lançamento, embora tenha tido sucesso nas paradas de Modern Rock nos EUA, em que "Baby Universal" alcançou o n°21 e "One Shot" foi um hit maior ainda, chegando ao n°3. A revista Q, numa resenha que pôs na capa a questão "A Tin Machine é uma Porcaria?", achou que o álbum "não combinou com a estreia maravilhosamente trabalhada mas infelizmente pouco comprada da banda", mas elogiou faixas isoladamente, como "If There Was Something", "You Belong in Rock 'n' Roll" e "Shopping for Girls". Houve críticas positivas, tendo um crítico considerado o álbum "uma volta à forma bruta" e o chamado de "a melhor música de Bowie desde Scary Monsters, de 1980", enquanto outro achou o álbum "bem escrito e bem executado", somente lamentando que talvez tenha sido lançado antes dos ouvintes de rádio estarem prontos para ouvi-lo. Outro crítico elogiou o trabalho de guitarra de Gabrels e o descreveu como "duas partes de Robert Fripp, uma parte de Eddie Van Halen e uma parte de ambulância veloz", numa resenha que também falou bem do disco. Em 2010, a revista Uncut pôs o disco em sua lista de 50 Ótimos Álbuns Perdidos (uma lista de bons álbuns não disponíveis para compra), chamando o álbum de "extraordinário".
Nos anos seguintes após o lançamento do álbum, alguns críticos sugeririam que o álbum foi "injustamente" mal visto pela crítica na época de seu lançamento.
A banda fez uma turnê de sete meses chamada It's My Life Tour para promover o álbum.

## Faixas
Todas as canções foram escritas por David Bowie e Reeves Gabrels, exceto onde está anotado.
1. "Baby Universal" – 3:18
2. "One Shot" – 5:11
3. "You Belong in Rock n' Roll" – 4:07
4. "If There Is Something" (Bryan Ferry) – 4:45
5. "Amlapura" – 3:46
6. "Betty Wrong" – 3:48
7. "You Can't Talk" – 3:09
8. "Stateside" (Bowie, Hunt Sales) – 5:38
9. "Shopping for Girls" – 3:44
10. "A Big Hurt" (Bowie) – 3:40
11. "Sorry" (H. Sales) – 3:29
12. "Goodbye Mr. Ed" (Bowie, H. Sales, Tony Sales) – 3:24
13. "Hammerhead" (Bowie, H. Sales) – 0:57

## Créditos
- David Bowie – vocais principais (1–7, 9, 10, 12), guitarra, piano, saxofone
- Reeves Gabrels – guitarra principal, backing vocals, osciladores, órgão
- Hunt Sales – bateria, percussão, backing vocals e vocais principais (8, 11)
- Tony Sales – baixo, backing vocals
- Kevin Armstrong – guitarra rítmica em "If There Is Something", piano em"Shopping for Girls"
- Tim Palmer – percussão, piano adicional

1. ↑  Du Noyer, Paul (abril de 1990), "David Bowie (Interview)", Q, pp. 60–70
2. ↑  «David Bowie's Australia: Glass Spiders, Tin Machines, iconic videos and Molly Meldrum». FasterLouder (em inglês). 12 de janeiro de 2016. Consultado em 23 de novembro de 2016. Cópia arquivada em 6 de março de 2016
3. ↑  "Rock 'n Roll notes", Rolling Stone, 1991
4. 1 2 3  Resnicoff, Matt (setembro de 1991), "Tin Machine's Progression of Perversions", Musician, no. 155, pp. 46–52, 94–95
5. ↑  "Changes 2.1", Joe Gore, Guitar Player, junho de 1997, pp 45-58
6. 1 2 3 4  di Perna, Alan (1991), "Ballad of the Tin Men", Creem, vol. 2 no. 1, pp. 50–59
7. ↑  Varga, George (1–7 de janeiro de 1992), "David Bowie Music Interview", The Star Entertainment Weekly, Lynnwood, WA, 2 (5), p. 2,10
8. 1 2  Appleford, Steve (1991), "Tin Machine II Review", Creem, vol. 2 no. 1, p. 59
9. ↑  "Beaming Bowie excited about current direction of his life, music", Patrick MacDonald, The Seattle Times, 20 de dezembro 1991
10. 1 2  Adrian Deevoy, "Tin Machine II Album Review", Q, outubro de 1991, p. 105.
11. ↑  «Tin Machine II - Tin Machine | Songs, Reviews, Credits | AllMusic». AllMusic. Consultado em 23 de novembro de 2016
12. ↑  «Uncut's 50 greatest lost albums - NME». NME (em inglês). 14 de abril de 2010
13. ↑  Sprague, David (fevereiro de 1997), "After a decade of missteps, David Bowie reinvents himself again ... and this time he's on target", Pulse!, no. 156, pp. 34–37, 72–73
14. ↑  Pond, Steve (março de 1997), "Beyond Bowie", Live, pp. 38–41, 93